# Lev Grossman
Œuvres principales
- Série Magiciens

Lev Grossman, né le 26 juin 1969, est un journaliste et romancier américain. Il a notamment obtenu le prix Astounding du meilleur nouvel écrivain 2011.

## Œuvres

### SérieMagiciens
1. Les Magiciens, L'Atalante, coll. « La Dentelle du cygne », 2010 ((en) The Magicians, 2009), trad. Jean-Daniel Brèque
2. Le Roi magicien, L'Atalante, coll. « La Dentelle du cygne », 2013 ((en) The Magician King, 2011), trad. Jean-Daniel Brèque
3. La Terre du magicien, L'Atalante, coll. « La Dentelle du cygne », 2016 ((en) The Magician's Land, 2014), trad. Jean-Daniel Brèque

#### Roman graphique
- (en) The Magicians: Alice's Story, 2019Écrit avec Lilah Sturges. Illustré par Pius Bak

### Romans indépendants
- (en) Warp, 1997
- Codex, le manuscrit oublié, Calmann-Lévy, 2007 ((en) Codex, 2004), trad. Lisa Rosenbaum
- (en) The Bright Sword, 2024

### Nouvelles traduites en français
- Fin de partie, 2016 ((en) Endgame, 2010), trad. Jean-Daniel BrèquePubliée dans l'anthologie Utopiales 2016 aux éditions ActuSF
- La Fille du miroir, 2016 ((en) The Girl in the Mirror, 2013), trad. Benjamin KuntzerParue dans l'anthologie Dangerous Women aux éditions J'ai lu et située dans l'univers des Magiciens